# Тыл (река)
Тыл (также Тыль) — река в Тугуро-Чумиканском районе Хабаровского края, впадает в Удскую губу Охотского моря. Длина — 108 км, площадь водосборного бассейна — 1490 км².

## География
Река берёт начало в горной местности к северу от среднего течения реки Тором на юге Тугуро-Чумиканского района, на высоте более 929 м над уровнем моря. Течёт преимущественно на север и северо-восток в межгорной долине между Тайканским хребтом на западе и Тыльским хребтом на востоке. В нижнем течении выходит на равнину, покрытую лиственницей. Здесь русло реки разветвляется, встречаются многочисленные шиверы и осерёдки, берега часто заболочены. Впадает в Удскую губу Охотского моря между устьями рек Тором и Уда. Ширина реки перед впадением составляет 40-55 м при глубине 0,8-0,9 м. Скорость течения в низовьях — 1,6 м/с. 

## Основные притоки
Указаны поименованные притоки длиной 20 км и более
| Название | Расстояние от устья | Длина | Положение |
| -------- | ------------------- | ----- | --------- |
| Амбардак | 37                  | 22    | левый     |
| Чуманяра | 63                  | 31    | правый    |

## Данные водного реестра
По данным государственного водного реестра России и геоинформационной системы водохозяйственного районирования территории РФ, подготовленной Федеральным агентством водных ресурсов:
- Бассейновый округ — Амурский
- Речной бассейн — Амур
- Речной подбассейн — Амур от впадения Уссури до устья
- Водохозяйственный участок — Реки бассейна Охотского моря от границы бассейна реки Уда до мыса Лазарева без реки Амур
- Код объекта в государственном водном реестре — 20030900312119000165221[3]